# بيتر بي. كولينز
بيتر بي. كولينز (بالإنجليزية: Peter B. Collins)‏ هو مقدم برامج إذاعية أمريكي، ولد في 1954.